# Гимараеш
 Тази статия е за града в Португалия.  За общината вижте Гимараеш (община).  
Гимара̀еш (на португалски: Guimarães, gimɐˈɾɐ̃j̃ʃ, произнася се по-близко до Гимарайш) е град в Северозападна Португалия. Според преброяването през 2006 г. Гимараеш има около 52 000 жители (2001).
През 2001 г. историческият център на града, с красивите си средновековни сгради, е провъзгласен за обект на световното наследство от ЮНЕСКО.
През 2012 г. Гимараеш заедно с град Марибор от Словения станаха Европейски столици на културата.
Наричан е „люлка на португалската нация“, защото е родно място на Алфонсо I – първия португалски крал.

## Побратимени градове
- Плевен, България